# She's Having a Baby
She's Having a Baby (Brasil: Ela Vai Ter um Bebê / Portugal: A Vida Não Pode Esperar) é um filme estadunidense de 1988, do gênero comédia romântica, dirigido por John Hughes e estrelado por Kevin Bacon e Elizabeth McGovern. O filme retrata um casal recém-casado, Kristy e Jake Briggs, que tentam lidar com a vida de casados e as expectativas de seus pais.

## Sinopse
Jake e Kristy Briggs pularam de namoradinhos de escola para recém-casados, mas a vida de casado não é o que Jake esperava. Enquanto Jake fantasia sobre a moça dos seus sonhos e inveja o estilo de vida de seu amigo solteiro, Kristy está pronta para ter um bebê. Ao invés de contar seus planos a Jake, ela secretamente para de tomar a pílula. Quando não consegue engravidar, ela conta para Jake, que decide procurar uma clínica de fertilidade.

## Elenco
- Kevin Bacon como Jefferson "Jake" Edward Briggs
- Elizabeth McGovern como Kristen "Kristy" Briggs
- Alec Baldwin como Davis McDonald
- William Windom como Russ Bainbridge
- Holland Taylor como Sarah Briggs
- Cathryn Damon como Gayle Bainbridge (papel final de Damon, lançado postumamente)
- John Ashton como Ken
- James Ray como Jim Briggs
- Bill Erwin como avô Briggs
- Paul Gleason como Howard
- Dennis Dugan como Bill
- Larry Hankin como Hank
- Edie McClurg como Lynn
- Nancy Lenehan como Cynthia
- Isabel García Lorca como garota na fantasia de Jake
- Michael Keaton como ele mesmo (Cameo: créditos finais)
- Woody Harrelson como ele mesmo (Cameo: créditos finais)
- Matthew Broderick como Ferris Bueller (Cameo: créditos finais)

## Produção
O filme foi filmado em Winnetka, e Evanston, cidades de Illinois de setembro de 1986 a dezembro de 1986. No entanto, várias cenas foram filmadas diretamente no Museu Field em Chicago, Illinois. A maioria dos filmes de John Hughes acontece em Chicago, nos subúrbios de Chicago, ou são sobre pessoas indo ou vindo de Chicago.

## Trilha sonora
O álbum de trilha sonora de She's Having a Baby foi lançado em 1988 pela gravadora I.R.S. Records e produzido por Dave Wakeling.
A música durante a seqüência de nascimento é "This Woman's Work" de Kate Bush e é apresentada em seu álbum de 1989, The Sensual World. John Hughes é agradecido nas notas do álbum.
A música que toca durante o trailer é "Music for a Found Harmonium" da Penguin Cafe Orchestra.
A música tocada durante a festa de rua é "How Sweet It Is (To Be Loved by You)" de Marvin Gaye.

### Listagem de faixas
1. "She's Having a Baby" – Dave Wakeling
2. "Haunted When the Minutes Drag" – Love and Rockets
3. "Desire (Come and Get It)" – Gene Loves Jezebel
4. "Happy Families" – XTC
5. "Crazy Love" – Bryan Ferry
6. "You Just Haven't Earned It Yet, Baby" – Kirsty MacColl
7. "Apron Strings" – Everything but the Girl
8. "This Woman's Work" – Kate Bush
9. "It's All in the Game" – Carmel
10. "Full of Love" – Dr. Calculus

## Reação
O filme recebeu críticas negativas dos críticos e 38% de comentários positivos no Rotten Tomatoes com base em 39 comentários. Roger Ebert deu a She's Having a Baby um misto de 2 estrelas de 4. Ele escreveu que o filme "começa com a mais simples e comovente de histórias e interrompe com uma incrível variedade de truques". sendo recuperado apenas por fortes atuações de Bacon e McGovern.
Em An Evening with Kevin Smith 2: Evening Harder diretor Kevin Smith cita que She's Having a Baby como seu filme favorito de John Hughes. Ele também cita isso como um modelo para Jersey Girl, brincando que ambos os filmes foram financeiramente mal sucedidos.